# Фридрихсгамский мирный договор
Фридрихсга́мский ми́рный догово́р — мирный договор, подписанный 5 (17) сентября 1809 года во Фридрихсгаме представителями Российской империи с одной стороны и Шведского королевства с другой. Завершил Русско-шведскую (Финскую) войну 1808—1809 годов, главным итогом которой было вхождение Финляндии в состав Российской империи на правах автономного княжества.
В ходе войны Россия сумела полностью захватить Финляндию и разгромить шведские войска.  20 марта (1 апреля) 1808 года Александр I издал манифест о присоединении Финляндии как Великого княжества Финляндского в состав Российской империи. Русское правительство обязалось сохранять её прежние законы и сейм.
Юридически предшественником Фридрихсгамского мирного договора является Ореховский мир между Новгородом и Швецией от 1323 года, зафиксировавший раздел Карелии.

## Подписание
Документ был составлен в 2-х экземплярах (оба на французском языке), содержал 21 статью, преамбулу и заключение.
Подписан полномочными представителями:
- со стороны России:
  - граф Николай Румянцев, министр иностранных дел
  - Давид Алопеус, посланник России в Стокгольме при дворе шведского короля Густава IV
- со стороны Швеции:
  - барон Курт фон Стедингк, генерал от инфантерии, бывший посол Швеции в Санкт-Петербурге
  - Андерс Фредрик Скьёльдебранд (швед. Anders Fredrik Skjöldebrand), полковник

Договор вступал в силу с момента обмена ратификационными грамотами, который состоялся 1 (13) октября 1809 года в Санкт-Петербурге.

## Условия

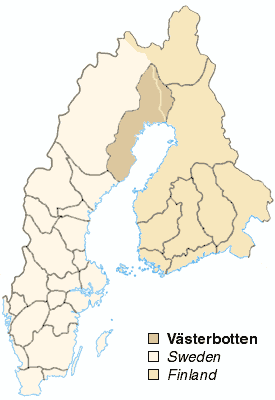
Разделение шведской провинции Вестерботтен по реке Торнио.

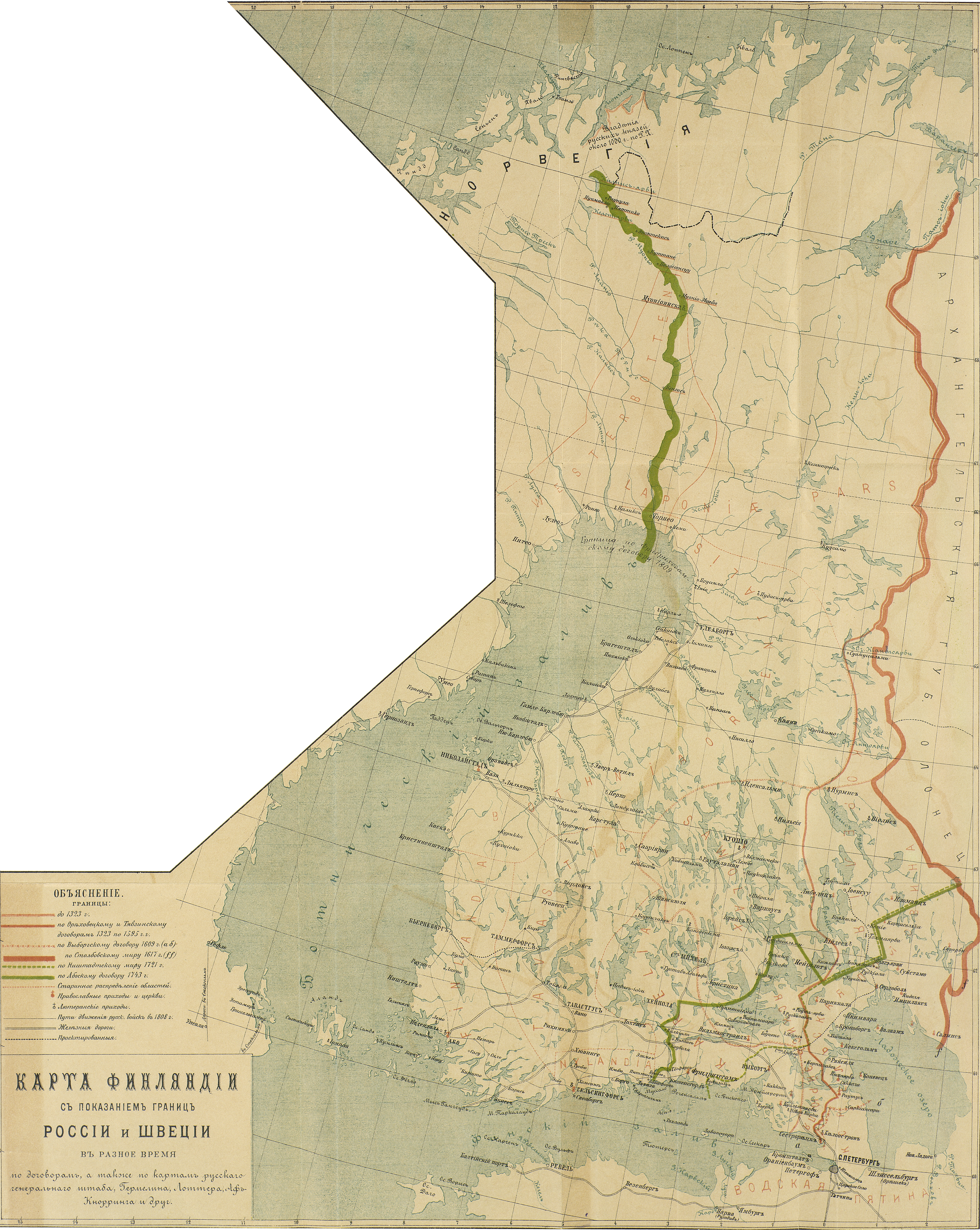
Карта Финляндии с указанием границ России и Швеции в разное время по договорам, а также по картам генерального штаба, Гермелина, Лоттера, Аф-Кнорринга и друг. Ордин, Кесарь Филиппович «Покорение Финляндии. Опыт описания по неизданным источникам». Том I. — СПб: Тип. И. Н. Скороходова, 1889

Согласно мирному договору, вся Финляндия (включая Аландские острова) отходила к России. Допускалось переселение шведского населения из Финляндии в Швецию и в обратном направлении.
При заключении мирного договора российская сторона требовала установления новой границы по реке Каликс, а шведская — по реке Кеми, в итоге стороны пришли к компромиссному решению — граница пролегла по реке Торнио (и его притоку Муонио), разделив шведскую провинцию Вестерботтен. Пограничной линии следовало проходить по самому глубокому руслу реки. Севернее Вестерботтена новая граница пролегла через провинцию Лаппланд.
Швеция должна была заключить мир с Наполеоном (она была непременным участником всех антифранцузских коалиций) и приступить к континентальной блокаде Великобритании (системе твёрдой земли).
Русское аристократическое общество было возмущено условиями тягостного для шведской короны мира, видя в том очко в пользу Наполеона. Вот как о том повествует в мемуарах Вигель:
Ничего не могло быть удивительнее мнения публики, когда пушечные выстрелы с Петропавловской крепости 8 сентября возвестили о заключении мира, и двор из Зимнего дворца парадом отправился в Таврический для совершения молебствия. Все спрашивали друг у друга, в чем состоят условия. Неужели большая часть Финляндии отходит к России? Нет, вся Финляндия присоединяется к ней. Неужели по Торнео? Даже и Торнео с частью Лапландии. Неужели и Аландские острова? И Аландские острова. О, Боже мой! О, бедная Швеция! О, бедная Швеция! Вот что было слышно со всех сторон.

## Значение
После заключения мира в составе Российской империи оказались обе части Финляндии: Финляндская губерния (неофициально именовалась «Старой Финляндией») и Шведская Финляндия (получила статус Великого княжества, неофициально именовалась «Новой Финляндией»). С 1812 года «Старая Финляндия» была присоединена к «Новой» в качестве Выборгской губернии. 
Фридрихсгамский мирный договор в отношении Финляндии действовал вплоть до 1920 года, когда согласно Тартускому мирному договору между РСФСР и Финляндией была признана государственная независимость Финляндии.